# Эш-Шамаль (футбольный клуб)
«Эш-Шамаль» (араб. نادي الشمال الرياضي‎) — катарский футбольный клуб из города Эш-Шамаль. Основан в 1980 году. В настоящее время выступает в Старс-лиге. Домашние матчи проводит на стадионе «Эш-Шамаль СК», вмещающем 5 000 зрителей.

## История
Клуб был основан в 1951 году под названием «Аш-Шабаб».
В 2004 году, по приказу Олимпийского комитета Катара, клуб переименовали в Аш-Муайдар.

## Достижения
Второй дивизион
- Победитель (3): 2002, 2014, 2021

Кубок шейха Яссима
- Обладатель (1): 1996